# Central nuclear del sur de Ucrania
La Central nuclear del sur de Ucrania (en ucraniano: Південноукраїнська АЕС), también conocida como la Central nuclear de Pivdennoukrainsk, es una planta de energía nuclear en Ucrania, cerca de la ciudad de Yuzhnoukrainsk en el Óblast de Nicolaiev, a unos 350 kilómetros (217,5 mi) al sur de Kiev. Es la segunda más grande de las cinco centrales nucleares del país. Es parte del Complejo Energético del Sur de Ucrania, junto con la Planta de Energía de Almacenamiento por Bombeo de Tashlyk y la central hidroeléctrica de Oleksandrivska .
Cuenta con tres reactores de agua a presión VVER -1000 y una capacidad de generación neta de 2.850 megavatios (MW). En 2013, luego de un importante trabajo de actualización, la unidad 1 recibió una extensión de licencia de 10 años, lo que la llevará más allá de su vida útil de diseño original de 30 años. Se prevén ampliaciones similares para las unidades 2 y 3, con licencia hasta 2015 y 2019, respectivamente.
La línea eléctrica de  Vetrino–Isaccea–Yuzhnoukrainsk se extiende desde la planta hasta Isaccea, Rumania, pero en su mayor parte está desmantelada o arruinada.
Según Ucrania, las tropas rusas avanzaban hacia la planta en la invasión rusa de Ucrania de 2022, pero fueron repelidas en la Batalla de Voznesensk  en marzo de 2022.

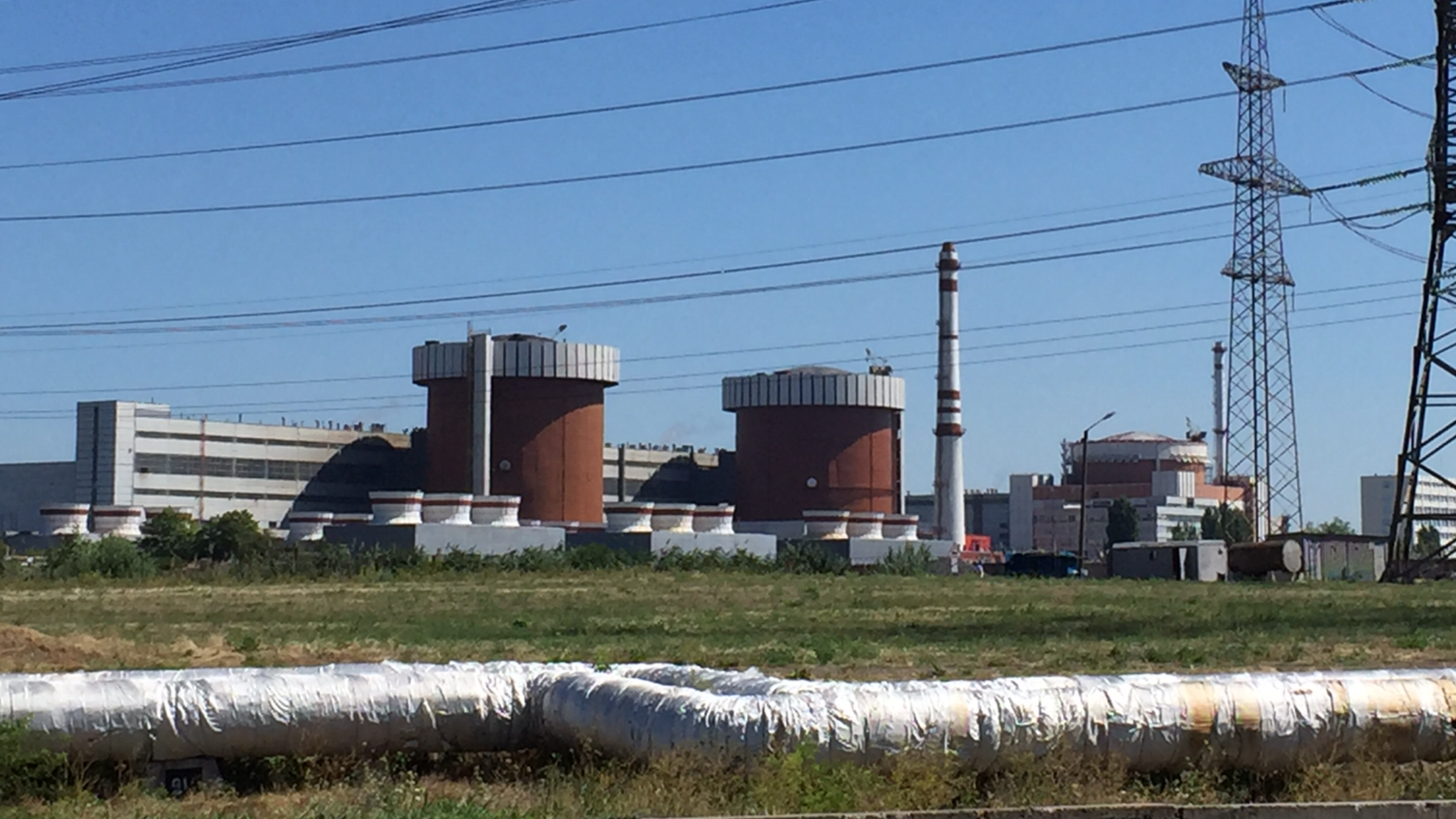
Los tres edificios del reactor y otras infraestructuras.

Según los informes, el 19 de septiembre de 2022, la central eléctrica fue alcanzada por la artillería rusa. Un misil explotó a unos 300 metros de los reactores, reventó las ventanas de los edificios y dañó una central hidroeléctrica vecina. Los reactores nucleares no sufrieron daños.

## Suministro de combustible
El principal proveedor de combustible para las centrales nucleares de Ucrania ha sido TVEL, con quien NNEGC firmó un contrato de suministro de combustible nuclear para la WMR ucraniana en 1997 hasta 2010.
Bajo una iniciativa estadounidense-ucraniana para reducir la dependencia de Ucrania de Rusia para el combustible, ligada al desmantelamiento de su arsenal de armas nucleares, Energoatom había estado usando el núcleo del reactor de la unidad 3 para probar el combustible nuclear producido por Westinghouse Electric en Västerås en Suecia, mezclado con asambleas rusas. En agosto de 2005, se cargó con los primeros seis conjuntos de combustible experimentales producidos por Westinghouse junto con combustible ruso durante un período de operación piloto. Las pruebas piloto "se consideraron infructuosas, y Energoatom afirmó que los defectos de fabricación en el combustible provocaron una interrupción prolongada no programada en dos de las unidades, mientras que Westinghouse dijo que se habían cometido errores durante la carga de combustible". No obstante, en 2008, Energoatom firmó un contrato de suministro de combustible con Westinghouse para suministrar 630 elementos combustibles nucleares a sus tres reactores a partir de 2011. Westinghouse envió un lote de recarga de 42 conjuntos de combustible para las 3 unidades a mediados de 2009 para una duración de tres años de operación comercial. En junio de 2010, Energoatom firmó un contrato de suministro de combustible a largo plazo con TVEL de Rusia para su flota de reactores nucleares. Anteriormente, Rosatom había ofrecido un descuento sustancial a Ucrania si firmaba con TVEL por 20 años.
Durante el uso de prueba del combustible fabricado por Westinghouse en 2012, el combustible se deformó y causó graves daños al reactor. 
El 11 de abril de 2014, tras la anexión rusa de Crimea, el contrato de combustible con Westinghouse se prorrogó hasta 2020. El combustible se fabricará en las instalaciones de fabricación de combustible en Västerås.

## enlaces externos
- Sitio web oficial archivado en inglés.
- Perfil en el sitio de Seguridad Nuclear

- Datos: Q186223
- Multimedia: South Ukraine Nuclear Power Plant / Q186223